# Jużanka Chersoń
Jużanka Chersoń (ukr. ЖФК «Южанка» Херсон) – ukraiński klub piłki nożnej kobiet, mający siedzibę w mieście Chersoń na południu kraju, grający w latach 2005–2008 i 2010 w rozgrywkach ukraińskiej Wyższej ligi piłki nożnej.

## Historia
Chronologia nazw:
- 2003: ŻFK Jużanka Chersoń (ukr. ЖФК «Южанка» Херсон)
- 2006: ŻFK Jużanka-Master-S Chersoń (ukr. ЖФК «Южанка-Мастер-С» Херсон)

Klub piłkarski Jużanka został założony w Chersoniu w 2003 roku. W sezonie 2005 zespół startował w rozgrywkach Wyższej ligi, zajmując ósme miejsce. W następnym sezonie po nawiązaniu współpracy z firmą "Master-S" klub zmienił nazwę na Jużanka-Master-S i awansował na piątą lokatę. W kolejnych dwóch sezonach zajmował siódmą pozycję. W 2009 roku drużyna nie brała udziału w mistrzostwach. W 2010 zespół ponownie startował w Wyższej lidze, ale już w czerwcu klub z przyczyn finansowych zrezygnował z dalszych występów. Mecze chersońskiej drużyny ze wszystkimi przeciwnikami uznano za walkowery (+:-), a klub został sklasyfikowany na ostatnim dziewiątym miejscu.
Potem w klubie szkolono dzieci.

## Barwy klubowe, strój, herb, hymn
|  |  |

Klub ma barwy żółto-czerwone. Piłkarki domowe spotkania zazwyczaj grają w żółtych koszulkach z czerwonymi rękawami, czerwonych spodenkach oraz żółtych getrach.

## Sukcesy

### Trofea międzynarodowe
Nie uczestniczył w rozgrywkach europejskich (stan na 31-05-2021).

### Trofea krajowe
piłka nożna
| \| \| Zdobyte trofea w rozgrywkach Ukrainy (stan na: 31-05-2021) \| |                                                            |      |          |
| Rozgrywki                                                           | Osiągnięcie                                                | Razy | Sezon(y) |
| Mistrzostwo                                                         | I miejsce                                                  | 0    |          |
| Mistrzostwo                                                         | II miejsce                                                 | 0    |          |
| Mistrzostwo                                                         | III miejsce                                                | 0    |          |
| Mistrzostwo                                                         | 5.miejsce                                                  | 1    | 2006     |
| Puchar                                                              | zdobywca                                                   | 0    |          |
| Puchar                                                              | finalista                                                  | 0    |          |
| Puchar                                                              | półfinalista                                               | 1    | 2007     |
| II liga                                                             | I miejsce                                                  | 0    |          |
| II liga                                                             | II miejsce                                                 | 0    |          |
| II liga                                                             | III miejsce                                                | 0    |          |
| Ukraina                                                             | Zdobyte trofea w rozgrywkach Ukrainy (stan na: 31-05-2021) |      |          |

## Poszczególne sezony
piłka nożna

### Rozgrywki międzynarodowe

#### Europejskie puchary
Nie uczestniczył w rozgrywkach europejskich (stan na 31-05-2021).

### Rozgrywki krajowe
| \| Ukraina \| Bilans występów klubu w rozgrywkach piłkarskich Ukrainy (Stan na 31 maja 2021 r.) \| \| |                                                                                   |        |       |   |   |   |    |    |     |                 |        |        |      |
| Poziom                                                                                                | Rozgrywki                                                                         | Sezony | Mecze | Z | R | P | B+ | B– | Pkt | Lata            | Awanse | Spadki | Naj. |
| I | Wyszcza liha                                                                      | 5      |       |   |   |   |    |    |     | 2005–2008, 2010 | 0      | 0      | 5    |
| II | Persza liha                                                                       | 0      |       |   |   |   |    |    |     |                 | 0      | 0      |      |
| | Puchar Ukrainy                                                                    | ?      |       |   |   |   |    |    |     | od 2005         | 0      | 0      | 1/2  |
| Ukraina                                                                                               | Bilans występów klubu w rozgrywkach piłkarskich Ukrainy (Stan na 31 maja 2021 r.) |        |       |   |   |   |    |    |     |                 |        |        |      |

## Struktura klubu

### Stadion
Klub rozgrywa swoje mecze domowe na stadionie Master-S w Chersoniu o pojemności 1 tys. widzów.

### Inne sekcje
Klub oprócz głównej drużyny prowadzi drużynę młodzieżowe oraz dla dzieci, grające w turniejach miejskich.

## Kibice i rywalizacja z innymi klubami

### Derby
- Czornomoroczka Odessa